# Angel Cop
 (mai 2021).
Angel Cop (エンゼルコップ, Enzeru Koppu) est un film d'animation OAV en 6 épisodes réalisé par Ichirō Itano et sorti entre 1989 et 1994 au Japon. Cette œuvre qui mélange science-fiction sur fond de complot politique a aussi été adaptée sous forme de manga par Taku Kitazaki et édité par le magazine Newtype en 1990.

## Synopsis
À la fin d’un 20e siècle alternatif, le Japon n’a pas connu de récession et est devenu la première puissance économique mondiale et la cible d’un groupe terroriste communiste nommé Red May. Afin de lutter contre cette menace, le gouvernement de Tokyo a créé une Force de Sécurité Spéciale (FSS) chargée d’éliminer ce groupe. Mais à la surprise de la FSS, les membres de “Red May” sont éliminés brutalement un par un par un groupe d’individus mystérieux, qui se font appeler “Hunters”.
Le film met en scène les deux agents de la FSS, Angel et Raiden, alors qu’ils mènent l’investigation et pourchassent le groupe terroriste. Mais après avoir été grièvement blessé, Raiden, paralysé, se voit transformé en cyborg de combat par le docteur Ichihara pour lutter contre le crime. Les membres de la FSS mettent au jour progressivement un complot gouvernemental. Les Hunters sont des individus modifiés au service d’un gouvernement parallèle qui possèdent des pouvoirs psychiques et télékinétiques destructeurs, chargés d’éliminer toutes traces du groupe Red May. Des hauts responsables du gouvernement de Tokyo sont corrompus et sont partis pris dans une conspiration internationale juive-américaine qui visent entre autres à jeter des déchets radioactifs illégaux dans la baie d'Hokkaidō. Lorsque les officiers corrompus découvrent que la FSS est au courant du complot, ils vont tout faire pour se débarrasser des agents de la FSS avant que le scandale n’éclate publiquement.

## Principaux protagonistes
- Force Spéciale de Securité: Kaishō Taki, Kuwata, Angel (Yō Mikawa), Raiden (Isamu Sakata), Hacker, Peace
- Hunters: Asura, Freya, Lucifer
- Red May: Tachihara
- Gouvernement de Tokyo: Togawa, Maisaka

## Thèmes abordés
Cette œuvre traite de complot politique, de patriotisme, de l’utilisation de la torture. D’autres thèmes de sciences-fiction sont abordés tells que les cyborgs de combat, et les pouvoirs psychiques: la télékinésie, la téléportation, et pyrokinésie.

## Commentaires
Cette œuvre a été critiquée pour son contenu antisémite et violent et a été censurée dans ses versions destinées au marché occidental.
Le groupe terroriste fictif Red May est basé sur un groupe terroriste japonais réel, actif dans les années 1970, nommé l’Armée rouge japonaise.

## Fiche technique du film
- Titre :  Angel Cop
- Réalisation : Ichirō Itano
- Scénario : Shō Aikawa Ichirō Itano
- Musique : Hiroshi Ogasawara
- Pays d'origine :  Japon
- Année de production : 1989 - 1994
- Genre : science-fiction, complot
- Durée : 6 x 30 minutes
- Dates de sortie: États-Unis 1995 (Manga Entertainment)

## Épisodes
Titres de la version française :
1. Épisode 1
2. Attentat
3. Angel
4. Nuit de crise
5. Lucifer
6. Un flic dans la tourmente

## Thèmes musicaux
- "痛み (Itami) (AKA Pain)" by Crayon Company